# Cocobeach
Cocobeach è un centro abitato del Gabon, situato nella provincia di Estuaire.